# Università di Turku

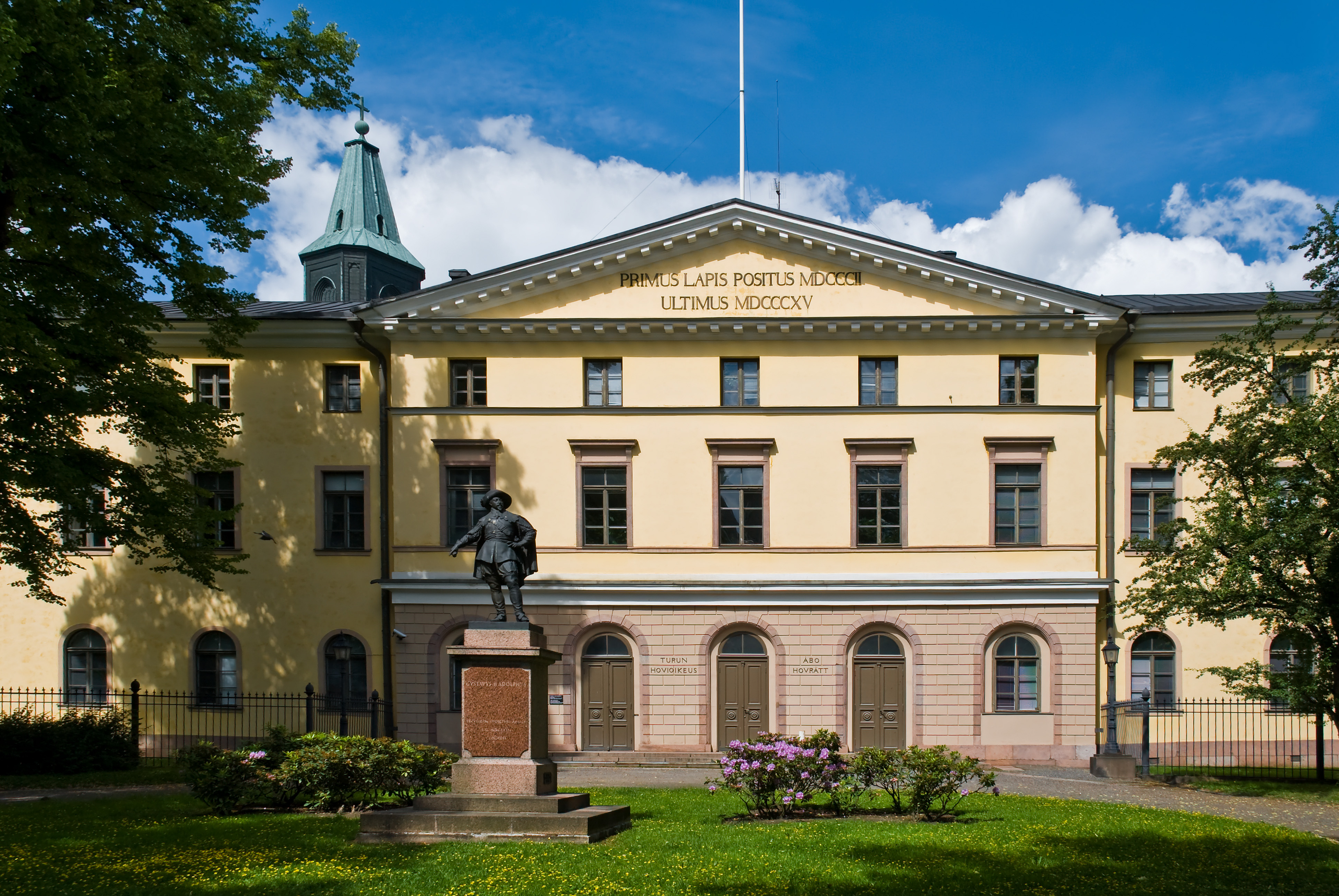
Palazzo vecchio nei pressi del campus.

L'Università di Turku (in finlandese Turun yliopisto, in svedese Åbo universitet, con sigla ufficiale UTU) è la seconda maggiore università della Finlandia per numero di studenti dopo l'Università di Helsinki. È stata costituita nel 1920 come università privata, divenendo pubblica nel 1974.

## Storia

### L'Accademia reale di Turku
La prima istituzione formativa universitaria della città fu l'Accademia reale di Turku (in latino Regia Academia Aboensis), la più antica del paese, fondata nel 1640, e trasferita a Helsinki a seguito del grande incendio che devastò la città nel 1827.

### L'Università di Turku

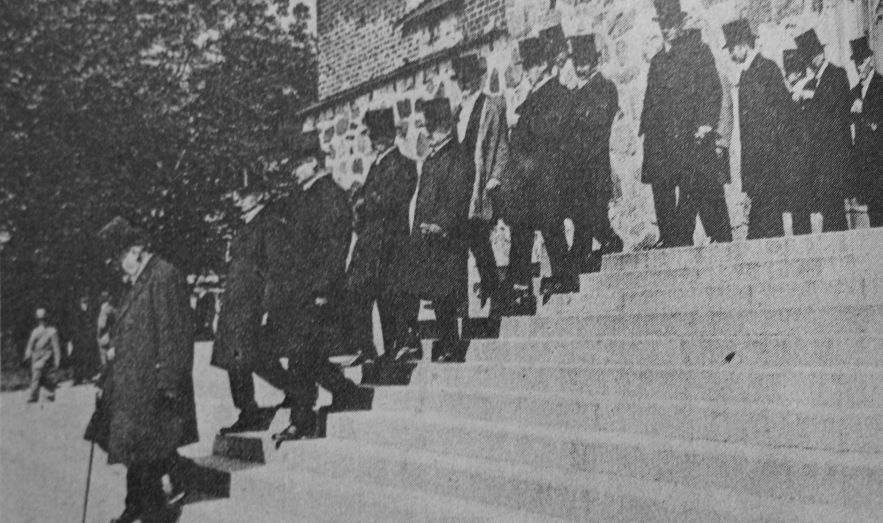
L'inaugurazione dell'Università di Turku nel 1922. Sulla sinistra Artturi H. Virkkunen, primo rettore dell'università

La moderna università di Turku fu fondata nel 1920, come un'università nazionale in cui fossero impartite lezioni e corsi in finlandese, divenendo così la prima del suo genere in Finlandia. 22.040 persone contribuirono alla campagna per la raccolta fondi. L'indipendenza nazionale appena acquisita la campagna fondi si rispecchiano nel motto universitario "Vapaan kansan lahja vapaalle tieteelle" ("omaggio di un popolo libero alla libera scienza").
Per onorare la memoria di questi donatori i chimici universitari di scienze alimentari svilupparono un liquore nominandolo "22 040", utilizzando dei frutti distintivi della vegetazione finlandese quali il lampone, il sorbo e le bacche di olivello spinoso.
La prima sede dell'Università di Turku era situata al centro della città, nella piazza del mercato. Nel 1950 fu costruita una nuova sede a Ryssänmäki. Nel 1960 l'università ha iniziato una progressiva espansione.
Johan Vilhelm Snellman, Elias Lönnrot e Johan Ludvig Runeberg, tre importanti personalità di fama nazionale, compirono i loro studi nel 1922 a Turku; a loro è dedicato un monumento commemorativo nel campus universitario (University Hill).
Dal 1995 l'Università di Turku è membro del Gruppo di Coimbra.
Nel gennaio 2010 la Turun kauppakorkeakoulu (Turku School of Economics, Scuola di economia di Turku), è stata integrata all'università divenendone così la settima facoltà universitaria.
L'ex presidente della repubblica finlandese Mauno Koivisto è stato alunno dell'Università di Turku.